# Rhian Wilkinson
Rhian "Rhirhi" Wilkinson (Pointe-Claire, 12 maggio 1982) è un'allenatrice di calcio ed ex calciatrice canadese, di ruolo difensore, selezionatrice della nazionale femminile di calcio del Galles.

## Palmarès

### Calciatrice

#### Nazionale
- Algarve Cup: 1

2016
- Bronzo olimpico: 2

Londra 2012
Rio de Janeiro 2016

### Allenatrice

#### Club
- National Women's Soccer League: 1

Portland Thorns: 2022